# Rio Barra Bonita
Der Rio Barra Bonita ist ein etwa 29 km langer linker Nebenfluss des Rio Ivaí im Inneren des brasilianischen Bundesstaats Paraná.

## Etymologie
Barra bedeutet Mole, bonita heißt hübsch. Es handelt sich also um den Schönmolefluss.

## Geografie

### Lage
Das Einzugsgebiet des Rio Barra Bonita befindet sich auf dem Terceiro Planalto Paranaense (Dritte oder Guarapuava-Hochebene von Paraná).

### Verlauf
Sein Quellgebiet liegt im Munizip Prudentópolis auf 798 m Meereshöhe etwa 25 km nordwestlich des Hauptorts.
Der Fluss verläuft in nordöstlicher Richtung. Er mündet auf 505 m Höhe von links in den Rio Ivaí. Er ist dessen erster Nebenfluss, nachdem dieser aus dem Zusammenfluss von Rio dos Patos und Rio São João etwa acht Kilometer oberhalb entsteht. Er ist etwa 29 km lang.

### Munizipien im Einzugsgebiet
Der Rio Barra Bonita verläuft vollständig innerhalb des Munizips Prudentópolis.